# Renee Rosnes
Irene Louise "Renee" Rosnes (Regina, 24 marzo 1962) è una pianista e compositrice canadese.

## Discografia parziale
- Face to Face (Toshiba/EMI, 1989)
- Renee Rosnes (Blue Note, 1990)
- For the Moment (Blue Note, 1990)
- Without Words (Blue Note, 1992)
- Ancestors (Blue Note, 1996)
- As We Are Now (Blue Note, 1997)
- Art & Soul (Blue Note, 1999)
- With a Little Help from My Friends (Blue Note, 2001)
- Life on Earth (Blue Note, 2002)
- Renee Rosnes and the Danish Radio Big Band (Blue Note, 2003)
- Deep Cove (CBC, 2004)
- A Time for Love (Video Arts, 2005)
- Black Narcissus: A Tribute to Joe Henderson (Pony Canyon/M&I, 2009)
- Double Portrait (Blue Note, 2010)
- Manhattan Rain (Pony Canyon, 2012)
- Written in the Rocks (Smoke Sessions, 2016)
- Beloved of the Sky (Smoke Sessions, 2018)
- Ice on the Hudson: Songs by Renee Rosnes & David Hajdu (SMK, 2018)
- ARTEMIS (Blue Note, 2020)
- Kinds of Love (Smoke Sessions, 2021)
- ARTEMIS, In Real Time (Blue Note, 2023)